# Conquering Bear
Conquering Bear (Matȟó Wayúhi, * um 1800; † 19. August 1854) war ein Indianer aus dem zu den Lakota gehörenden Stamm der Brulé (Wazhazha band).

## Herkunft
Matȟó Wayúhi war als Conquering Bear oder auch als Scattering Bear und Circling Bear bekannt (mit wayuhi wird ein Bär [mato] bezeichnet, der nach Wurzeln gräbt und diese mit Erdreich um sich verstreut). Conquering Bear wurde um 1800 in einem Brulé-Camp geboren. Unter den Brulé erwarb er sich den Ruf eines unerschrockenen, aber auch besonnen und friedvollen Führers. Conquering Bear erkannte auch den ökonomischen Nutzen der Weißen und etablierte feste Handelsbeziehungen zu den Pelzhändlern der diversen Pelzhandelsgesellschaften.

## Der Laramie Vertrag von 1851
In den Verhandlungen, die in dem ersten Laramie-Vertrag 1851 mündeten, wurde Mato Wayuhi von den weißen Verhandlungsführern – D. D. Mitchell, „Superintendent of Indian affairs“ und Thomas Fitzpatrick „Indian agent“ – zum „Oberhäuptling“ der Brulé ernannt. Conquering Bear nahm diesen Titel, der mit der Erwartung verbunden war, dass er sein Volk kontrollieren könne, nur widerwillig an. Bear war durchaus bewusst, dass die Lakota-Führungsstruktur nicht der hierarchischen Struktur der Weißen entsprach und er den Erwartungen der Weißen nicht entsprechen konnte. Dennoch unterzeichnete er den Vertrag als Vertreter der Brulé, die im „Großraum Fort Laramie“ lebten. Conquering Bear und seine Leute waren bemüht den Frieden aufrechtzuerhalten. Die Unterschiede zwischen den beiden Kulturen waren aber immer ein Quell der Missverständnisse und führten in Folge zu kriegerischen Auseinandersetzungen.

## Das „Grattan Massaker“
1854 tötete ein Mnikowozu, der als Gast in Conquering Bears Camp weilte, die streunende Kuh eines Mormonen-Emigranten. Dieser zeigte dem amerikanischen Militär in Fort Laramie den „Diebstahl“ seiner Kuh an und forderte Maßnahmen. Conquering Bear, zu dem Vorfall zur Rede gestellt, bot als Kompensation für die Kuh Pferde an. Dieses Angebot wurde seitens des Militärs sowie der Mormonen zurückgewiesen. Das Militär in Person des ehrgeizigen 24-jährigen Lieutenants John L. Grattan forderte die Auslieferung des „Übeltäters“. Dies lehnte Bear, der die Aufregung um die Kuh gar nicht verstand, ab. Wenn die Weißen den Täter haben wollten, sollten sie sich doch selbst darum kümmern.
Am 19. August 1854 beauftragte der Garnisonskommandeur Grattan mit der Verhaftung des vermeintlichen Straftäters. Zusammen mit 27 Infanteriesoldaten, die eine leichte Berghaubitze mitführten, machte sich Grattan auf den Weg in das nahebei gelegene Brulécamp und forderte die Auslieferung des Täters. Conquering Bear verstand die ernste Situation und versuchte noch zu verhandeln. Diese wurden durch Warnschüsse unterbrochen, durch die Conquering Bear tödlich verwundet wurde. Danach griffen die Lakota aus Vergeltung die Infanteristen an und töteten sie bis auf einen Überlebenden. Conquering Bear starb wenige Tage später.
Nach dieser von Grattan provozierten Kampfhandlung, später als „Grattan-Massaker“ benannt, zerstreuten sich die Lakota, um einer Racheaktion zu entgehen. Es folgte dann auch eine Strafexpedition Am 3. September 1855 umzingelte General William S. Harney mit Infanterie- und Kavallerieeinheiten das Lager von Conquering Bears Nachfolger Little Thunder am Bluewater Creek. Nach einer kurzen Scheinverhandlung fielen 600 U.S. Soldaten über 250 Lakota her und töteten 86 Indianer. Überwiegend Frauen, Kinder und alte Männer starben. Das Massaker ging als Schlacht von Ash Hollow (oder auch Schlacht am Bluewater Creek) in die Annalen ein.

## Geschwister
1. Red Leaf (Wahpe Sha, 1815 bis nach 1887)
2. Long Chin (Iku Haŋska)

## Weitere Namen Scattering Bears
Er wird auch „Brave Bear“, „The Bear“ oder „Whirling Bear“ genannt.

## Kinder
Bekannt ist Conquering Bear Junior, der um 1900 noch auf der Rosebud Reservation lebte.